# Rébus (film, 1968)
Pour les articles homonymes, voir Rébus (homonymie).
Pour plus de détails, voir Fiche technique et Distribution.
Rébus (Rebus) est un film d'espionnage réalisé par Nino Zanchin et sorti en 1968. Coproduit entre l'Italie, l'Espagne, l'Argentine et l'Allemagne de l'Ouest, le film est tourné en grande partie au Venezuela, au Royaume-Uni, au Liban, en Syrie et en Italie.

## Synopsis
Jeff Miller est un croupier américain qui travaille à Londres et dont la vie désordonnée, ponctuée de nombreuses beuveries, lui a fait perdre un nouvel emploi. À son insu, il est alors impliqué par un agent secret fringant avec parapluie et chapeau melon dans l'enquête sur une escroquerie d'une organisation criminelle contre les casinos du monde entier et envoyé à Beyrouth pour travailler dans un casino local.
C'est là que l'organisation criminelle lui demande de tricher à la roulette, afin que les personnes engagées pour parier sur des nombres prédéterminés puissent gagner de grosses sommes d'argent : la roulette truquée fera toujours ressortir ces quelques nombres. Miller, amoureux de la belle Laura, non content d'avoir accompli la tâche pour laquelle il a été payé, veut en avoir le cœur net et mène une enquête approfondie, puisqu'il a également été la cible d'une tentative d'assassinat visant à l'éliminer une fois son rôle terminé.
À la suite d'une intuition, il finit par amener la police à piéger la chef de l'organisation : Mrs Brown, une touriste américaine apparemment inoffensive qui fait semblant d'être distraite et de divaguer pour mener à bien ses projets criminels.

## Fiche technique
- Titre français : Rébus ou Rendez-vous à Beyrouth[1]
- Titre original italien : Rebus[2]
- Titre espagnol : El crimen también juega ou Laberinto[2],[3]
- Titre allemand : Heißes Spiel für harte Männer[4]
- Réalisation : Nino Zanchin
- Scénario : Pietro Catella, Sergio Donati, José Gutiérrez Maesso (es), Mario Rossi, Leonardo Martín, Juan Cesarabea
- Photographie : Cecilio Paniagua
- Montage : Eugenio Alabiso, Hans Zeiler
- Musique : Luis Bacalov
- Décors : Giantito Burchiellaro (it)
- Production : Alberto Grimaldi, José Gutiérrez Maesso (es), Wolf C. Hartwig
- Société de production : Rapid-Film GmbH (Munich), Tecisa-Film S.A. (Madrid), P.E.A. Cinematografica (Rome), Euro American Film
- Pays de production :  Italie -  Espagne -  Argentine -  Allemagne de l'Ouest
- Langue originale : anglais, italien
- Format : Couleur par Technicolor - 2,35:1 - mono - 35 mm
- Genre : film d'espionnage, film policier
- Durée : 80 minutes
- Dates de sortie :
  - Italie : 20 septembre 1968
  - Allemagne de l'Ouest : 17 janvier 1969
  - Espagne : 23 juin 1969
  - Argentine : 22 décembre 1972
  - France : 4 décembre 1974

## Distribution
- Laurence Harvey : Jeff Miller
- Ann-Margret : Laura
- José Calvo (sous le nom de « Pepe Calvo ») : Benson
- Ivan Desny : Ghinis
- Camilla Horn : Emily Brown
- Luis Morris : Tod
- Luis Dávila : le tricheur
- Milo Quesada : Gonzalo
- Jan Hendriks : réalisateur Play Boy
- Lisa Halvorsen : infirmière
- Andrea Bosic : directeur du casino
- Alberto de Mendoza : capitaine Zakir